# Khanai Noyan Khonggor
Khanai Noyan Khonggor (mongol bichig : ᠬᠠᠨ ᠠ
ᠨᠣᠶᠠᠨ
ᠬᠣᠩᠭᠤᠷ ; Mongol cyrillique : Ханай ноён хонгор, chinois : 哈尼诺颜洪果尔 ; pinyin : hānínuòyán hóngguǒěr), décédé en 1585, est un khan mongol des Khoshuuds (ou Qoshots) oïrats à l'époque de la dynastie Ming.

## Biographie
Bien qu'il ne soit pas possible de déterminer l'année à laquelle il est devenu khan de l'assemblée, les érudits supposent que cela s'est produit au milieu du XVIe siècle. À cette époque, en raison des importantes forces militaires de nombreuses provinces mongoles, dirigées par Altan Khan de Tumed et Hutagtai Setsen prince d'Ordos, Khalkhyn Abtai attaquait depuis l'est d'Oirad. Khanai Noyan Hongor a été tué pendant une guerre à la fin du XVIe siècle, et l'Assemblée des Quatre Oirad était dirigée par sa reine Ahai, et lorsque son fils aîné Baibagas est devenu majeur, il a transféré le siège de chef de l'assemblée.

## Famille
Il est le fils de Buuvei Mirzei, premier khan qoshot et un lointain descendant de Qasar, le frère de Gengis Khan.
De son épouse principal, Ahai, il à 5 fils:
- Baibagas Khan, son successeur,
- kūndōulún wūbāshí,
- Güshi Khan,
- Chinbaatar,

De son autre épouse, Agai, né esclave, il à 2 fils:
- Khamuugai Bagtoho,
- Hainug Tusheet[1].